# Raymond De Groote

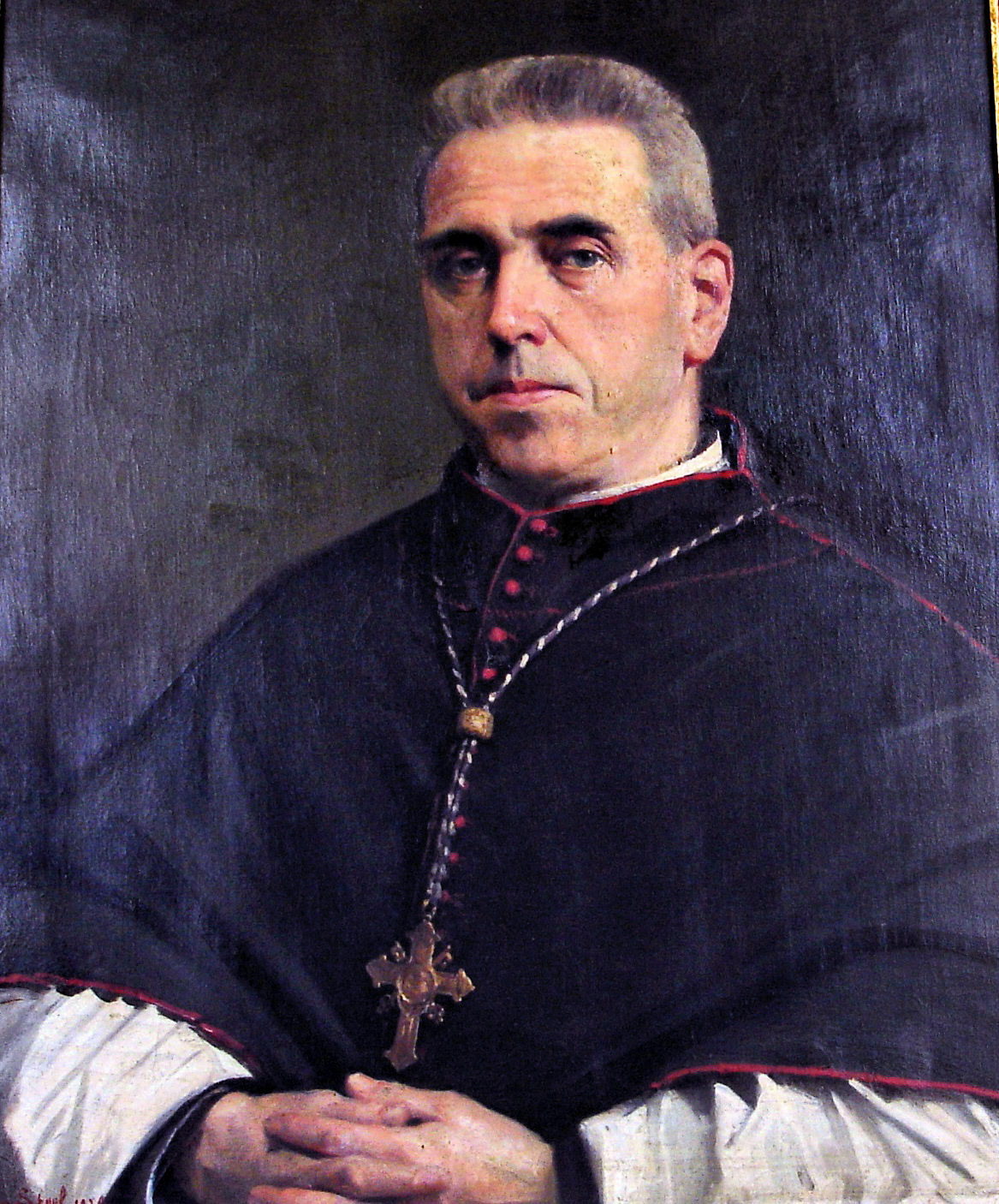
Kanunnik Raymond De Groote.

Raymond De Groote (Gent, 23 juni 1874 - aldaar, 7 april 1937) was een Belgisch rooms-katholiek priester en kanunnik.

## Kanunnik
Hij werd priester gewijd in 1896 om in 1899 leraar te worden aan het Sint-Jozef-Klein-Seminarie te Sint-Niklaas. Twee jaar later werd hij de zevende superior van dit seminarie. In 1908 werd het honderdjarig bestaan van het Klein-Seminarie gevierd en gaf hij de opdracht aan de architect Henri Derre om een nieuwe feestzaal te bouwen. In datzelfde jaar werd hij door bisschop Stillemans benoemd tot erekanunnik van het Sint-Baafskapittel. In 1910 werd hij pastoor op de Sint-Paulusparochie in Gent.